# Ridderorden in India
De oude ridderorden van het koloniale India (zie het artikel: Ridderorden in Brits-Indië) werden door de Indiase regering niet verleend. Zij waren en zijn verbonden aan de Britse kroon. India stelde daarom na de onafhankelijkheid in 1947 eigen "ridderorden" en vooral medailles in.
India heeft veel medailles ingesteld waar andere staten voor ridderkruisen, sterren en kruisen zouden hebben gekozen. De namen zijn vaak in het sanskriet gesteld en moeilijk te vertalen. Een ereteken als de Bharat Ratna kan vertaald worden als "Bloem van de Natie". Het woord 'ridderorde' komt in de Indiase decreten niet voor.
- De Bharat Ratna
- De Param Vir Chakra
- De Ashoka Chakra
- De Padma Vibhushan
- De Padma Bhushan
- De Maha Vir Chakra
- De Kirti Chakra
- De Padma Shri
- De Sarvottan Jeevan Raksha Padak

Daarnaast zijn er tientallen sterren en medailles.
In 1967 werd het systeem van decoraties waarbij er steeds een onderscheiding in drie graden voor ieder veld bestond, hervormd. Men splitste de onderscheiding nu in drie verschillend genoemde onderscheidingen.

## Overzicht van onderscheidingen
Voor bijzondere maatschappelijke verdienste
- De Bharat Ratna

Voor maatschappelijke verdienste
- De Padma Vibhushan werd in 1967 opgedeeld in drieën. Zo ontstonden
- De Padma Bhushan en
- De Padma Shri.

Voor militaire verdienste
- De Vishisht Seva Medaille
- De Param Vishisht Seva Medaille
- De Ati Vishisht Seva Medaille

Voor uitzonderlijke moed aan het front
- De Param Vir Chakra

Voor moed aan het front
- De Ashoka Chakra werd in 1967 opgedeeld in drieën. Zo ontstonden
- De Kirti Chakra en
- De Shaurya Chakra.

De Indiase luchtmacht beschikt over een evenknie van het Britse Distinguished Flying Cross of Vliegerskruis. Ook het uiterlijk komt sterk overeen.
- Het Vliegerskruis

Voor moedige reddingsacties
- De Jeevan Raksha Padak

De onderscheidingen van de honderden quasi-onafhankelijke maharaja's en vorsten werden tijdens de koloniale periode niet aan Britten uitgereikt. De Britse bestuurders van de Raj mochten geen geschenken en zeker geen ridderorden aannemen van de quasi onafhankelijke Indiase vorsten. De vorsten stonden bekend om hun enorme rijkdom maar zij werden door de ambtenaren van de Britse onderkoning scherp in de gaten gehouden. De regering maakte bezwaar tegen het bestaan van ridderorden in de vorstenstaten maar zij zag het bestaan ervan door de vingers zolang er geen Britten in die ridderorden werden opgenomen. In een enkel geval heeft men gesanctioneerd dat een politieman een medaille van een Inlandse vorst ontving.
In 1947 werden de vorsten gedwongen om hun staten deel te laten uitmaken van de republiek India. In de "actie polo" greep het Indiase leger in opdracht van Nehru de macht in de zelfstandige rijken als Haiderapur en Patiala. De vorsten kregen een pensioen en zij bleven enige tijd een ceremoniële rol spelen. Hun ridderorden mochten niet worden gedragen in India maar voor zover het om gebruik binnen de familie en het hof ging werd het dragen van de orden van een maharaja door de vingers gezien.